# Francisco Javier de Burgos

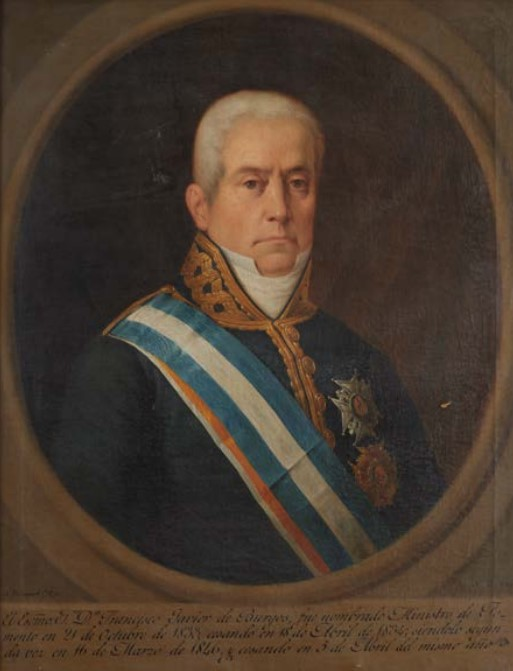
Francisco Javier de Burgos.

Francisco Javier de Burgos y del Olmo, född 22 oktober 1778 i Motril i Granada, död 22 januari 1849 i Madrid, var en spansk politiker och författare.
Burgos landsförvisades 1812 men återvände till Spanien 1817. Han innehade olika administrativa poster och blev till sist kulturminister 1833. 1827 blev han ledamot av den spanska akademin. Han översatte Horatius till spanska. Mellan 1819 och 1821 utgav han tidskriften Miscelánea de comercio, artes y literatura.